# 林澄秋
林澄秋（1909年2月15日—1979年4月9日），臺灣臺中市政治人物。曾任臺中高農校长、臺中市政府建設局局長，1968年以無黨籍身份擔任第六屆臺中市市長。是戒嚴時期罕見的非國民黨籍縣市首長。

## 早年生平
林澄秋於明治四十二年（1909年）出生。林澄秋出自臺中望族，父親林汝言是清朝秀才，日治時期曾獲取紳章、出任區長。母親趙香花亦出身名門。林澄秋兄弟八人，排行第七。
求學時期林澄秋考入嘉義農林學校，畢業後留學日本，先是進入愛知縣立農業學校，畢業後考入東京農業大學。
第二次世界大战結束日本投降後，林澄秋返回臺灣。曾出任臺中高農校長。
林金標當選臺中市市長後，基於叔姪之誼，曾邀請林澄秋擔任建設局局長，1954年7月到任。直到1965年因病離職。離職後林澄秋曾到臺北縣三重市（今新北市三重區）的味新公司任製造味精的廠長，然而工廠並未開張就關閉。林澄秋在家賦閒一陣子後，受到當時省農會總幹事劉金約之邀到農會擔任推廣組組長。情況一陣子不得意，同時他兒子經商失敗。成為林澄秋的低潮期。

## 臺中市市長
隨著1968年縣市長選舉接近，時任臺中市市長張啓仲因案停職，無法連任。中國國民黨在黨內提名時，林澄秋亦辦理黨內登記提名。當時林澄秋被提名機會被視為微乎其微，而林澄秋本人也未作任何活動或故作姿態。果然國民黨提名了曾任西區區長、實力派的市議員林丁山，當時黨外方面則有何春木積極準備參選。然而林丁山趾高氣昂的態度引起部分人士不滿，因而慫恿曾辦理黨內登記提名的林澄秋違紀辦理市長登記，而缺乏主見的林澄秋也在可有可無的情形下作了市長參選登記。:62外界分析原本黨部如果能對林澄秋採安撫說服，則林澄秋應會撤銷登記。然而當時市黨部主委賴可權卻以「命令」口吻要求林澄秋撤銷登記，據接近林澄秋的人士回憶，賴可權甚至親赴林家疾言厲色訓誡林澄秋，使林家大小感到臉上無光，場面尷尬。:62
對此感到難堪的林家人，出現要求林澄秋競選到底的聲浪。林澄秋的家人、親友、學生也對林澄秋受到的威嚇感到不滿。甚至傳統黨外人士也加入支持林澄秋。一度爭取參選的黨外何春木也受到林澄秋拜託，甚至在何家祖宗神位前立誓，表明違紀參選的決心，最終使何春木同意放棄角逐。:62在撤銷登記前幾天，林澄秋支持者擔心林澄秋態度不夠積極、會半途而廢，把林澄秋藏匿於廬山溫泉防止異變，林澄秋的夫人何女士為取信眾人對她丈夫的信任，當眾家兄弟面前將登記競選的木頭私章劈成兩半，:62表現出違紀參選到底的決心。
最終林澄秋與同為國民黨籍的前市議員莊順違紀參選市長，並都遭到國民黨開除黨籍。林澄秋受到黨外人士支持，以及其兄弟林澄清為臺中知名醫院「澄清醫院」院長，有助於社會形象。加上前任市長張啓仲因案遭到停職，心中頗為不平，對於國民黨的輔選工作也不熱衷，也使「張派」勢力轉投林澄秋陣營。而林丁山則因個性木訥，拜訪選民被視為架子不小，不會親切向人問候、交談，無法獲得大眾認同。在黨外勢力及「張派」暗助下，:220林澄秋竟意外擊敗林丁山。
| 號次 | 黨籍       | 姓名   | 得票   | 得票率 | 當選 |
| ---- | ---------- | ------ | ------ | ------ | ---- |
|      | 無黨籍     | 林澄秋 | 66,706 | 52.45% |      |
|      | 無黨籍     | 莊順   | 3,651  | 2.87%  |      |
|      | 中國國民黨 | 林丁山 | 56,819 | 44.68% |      |

林澄秋因違紀參選當選，在市長任內被視為小心翼翼、以求自保。市政建設被視為「乏善可陳」，市府員工回憶林澄秋市長時期規定市府員工每日早上八點要參加升旗及做早操，並天天點名，絕不鬆懈。並且厲行守時運動，主持會議時一定準時開議。並且以身作則督促部下奉公守法。:64

## 卸任後
卸任後林澄秋受安排到臺灣省土地開發公司擔任常務董事，1976年獲准恢復國民黨黨籍。:641977年第八屆市長選舉中，為陳端堂輔選，出任陳端堂競選總幹事。然而由於林澄秋曾違紀參選市長，日後又重回國民黨。在市民及國民黨員心中反應不佳，認為其太現實。因此雖然林氏每日辛苦隨陳端堂夫婦到處奔波，卻未收太大效果。:58陳端堂最後連任失敗，敗給曾文坡。
林澄秋晚年經濟拮据，甚至連住所都產生問題，搬到在市府建設局當技正的女婿家中。在過世前一個月，林澄秋在臺中市四信、五信開設的甲種戶頭均遭退票。1979年4月9日，林澄秋在臺中市自治街廿一巷女婿家中院子中墜樓身亡。享年七十一歲。在臺中地檢處檢察官陳守煌率法醫趙克蘭勘驗四樓頂陽台上拖鞋及眼鏡後，在驗屍報告中以「失足墜樓」作為死因。

## 家族
- 林澄秋父親林汝言，日治時期曾出任保正總理、參事、臺中州廳區長。
- 長兄林澄坡生於1887年，畢業於東京高工機械科，日治時期曾任臺中州臺中市協議會員，1921年（大正十年）曾與地方仕紳發起重建臺中城隍廟。[7]1936年（昭和十一年）起出任臺中州臺中市會議員，1938年（昭和十三年）起任臺中州州會議員。[8]1949年1月8日逝世。
- 二哥林澄瑩畢業於新潟醫學專門學校，曾任臺中杏林堂醫院院長。